# Süleyman Ârif Emre
Süleyman Ârif Emre (* 1. Juli 1923 in Besni, Provinz Adıyaman; † 21. Juli 2019 in Istanbul) war ein türkischer Jurist, Verwaltungsbeamter, Dichter und Politiker der Hürriyet Partisi (HP), der Yeni Türkiye Partisi (YTP), der Millî Nizam Partisi (MNP), der Millî Selamet Partisi (MSP), Refah Partisi (RP), der Fazilet Partisi (FP) und zuletzt der Saadet Partisi, der unter anderem zwischen 1965 und 1969, von 1973 bis zum Militärputsch 1980 Mitglied der Großen Nationalversammlung der Türkei sowie zwischen 1972 und 1973 Vorsitzender der Millî Selamet Partisi war. Er fungierte 1974 im Kabinett Ecevit I sowie von 1977 bis 1978 im Kabinett Demirel V als Staatsminister und war zwischen 1996 und 2002 abermals Mitglied der Großen Nationalversammlung sowie im Januar 1996 kurzzeitig kommissarischer Präsident der Großen Nationalversammlung.

## Leben

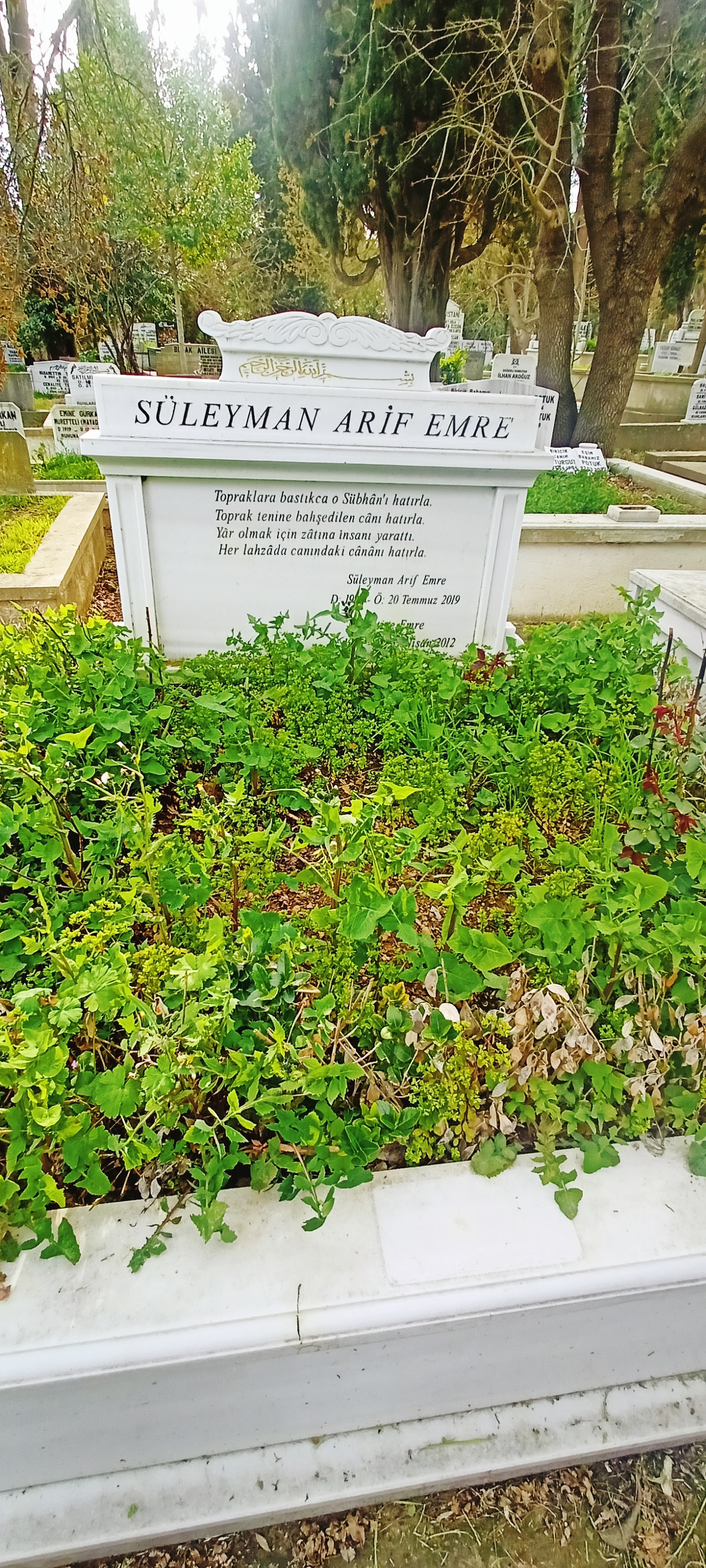
Grabstätte von Süleyman Ârif Emre auf dem Friedhof Karacaahmet in Istanbul.

Süleyman Ârif Emre, Sohn von Ali und Fatma Emre, absolvierte ein Studium der Rechtswissenschaften an der Universität Ankara und fungierte nach dessen Abschluss 1944 unter anderem als Leiter der Inkassoabteilung bei der Finanzdirektion (Defterdar) in Ankara. Später wechselte er als Beamter ins Innenministerium sowie danach zum Präsidium für religiöse Angelegenheiten (Diyanet İşleri Başkanlığı), ehe er sich als freiberuflicher Rechtsanwalt niederließ. Er war zunächst zwischen 1955 und 1958 Mitglied der Freiheitspartei HP (Hürriyet Partisi) und gehörte daraufhin von 1961 bis 1970 der Neuen Türkeipartei YTP (Yeni Türkiye Partisi), die er in der 13. Legislaturperiode vom 22. Oktober 1965 bis 12. Oktober 1969 für den Wahlkreis „Adıyaman“ als Mitglied in der Mitglied der Großen Nationalversammlung TBMM (Türkiye Büyük Millet Meclisi) vertrat. Er wechselte am 26. Januar 1970 zu der von Necmettin Erbakan neu gegründeten islamistischen Nationalen Ordnungspartei MNP (Millî Nizam Partisi), die nach dem Militärputsch vom 12. März 1971 verboten wurde. Nach dem Verbot der MNP wurde er Mitglied der am 11. Oktober 1972 neu gegründeten Nationalen Heilspartei (Millî Selamet Partisi) und fungierte vom 11. Oktober 1972 bis zu seiner Ablösung durch Necmettin Erbakan am 20. Oktober 1973 als erster Vorsitzender der MSP.
Am 14. Oktober 1973 wurde Emre für die MSP wieder Mitglied der Großen Nationalversammlung und vertrat in dieser in der 15. und 16. Legislaturperiode bis zum  Militärputsch am 12. September 1980 nunmehr den Wahlkreis „Istanbul“. Während dieser Zeit war er im Kabinett Ecevit I (26. Januar bis 17. November 1974) sowie im Kabinett Demirel V (21. Juli bis 5. Januar 1978) jeweils Staatsminister (Devlet Bakanı). Er wurde Mitglied der Wohlfahrtspartei RP (Refah Partisi), die am 19. Juli 1983 als Nachfolgepartei MSP gegründet und am 16. Januar 1998 verboten wurde, und war für diese als Vertreter des Wahlkreises „Istanbul“ zwischen dem 8. Januar 1996 und dem 1. Oktober 2002 abermals Mitglied der Großen Nationalversammlung. Zu Beginn der 20. Legislaturperiode fungierte er nach der Konstituierung des Parlaments am 8. Januar 1996 bis zum Amtsantritt von Mustafa Kalemli kurzzeitig als kommissarischer Präsident der Großen Nationalversammlung. Nach dem Verbot der RP trat er der Tugendpartei FP (Fazilet Partisi) bei, sowie nach deren Verbot am 22. Juni 2001 der als Nachfolgerin am 20. Juli 2001 gegründeten Partei der Glückseligkeit (Saadet Partisi). Er war verheiratet und Vater von vier Kindern.

## Veröffentlichungen
Süleyman Ârif Emre war auch als Dichter tätig und veröffentlichte mehrere Gedichtbände. Zu seinen Veröffentlichungen gehören:
- Aşkın Aşkı, Hikmet Neşriyat, 2005
- Suların Şarkısı, Akabe Yayınları, Konya, ISBN 978-975-65-6206-2
- Namazın Hayatî Özellikleri, 2012, Konya, ISBN 978-975-60-2130-9
- İdarî Yargı Pratik Çalışma Kitabı, 2013, ISBN 978-975-02-2348-8
- Siyasette 35 yıl, 3 Bände, 2015